# Parsonsia rotata
Parsonsia rotata är en oleanderväxtart som beskrevs av Joseph Henry Maiden och Betche. Parsonsia rotata ingår i släktet Parsonsia och familjen oleanderväxter. Inga underarter finns listade i Catalogue of Life.